# Stazione di Castagno
Stazione di Castagno vasútállomás Olaszországban, Pistoia településen.

## Vasútvonalak
Az állomást az alábbi vasútvonalak érintik:
- Porrettana-vasútvonal

## Kapcsolódó állomások
A vasútállomáshoz az alábbi állomások vannak a legközelebb:
- Stazione di Corbezzi
- Stazione di San Mommè